# Wiktory 2002
Nagrody Wiktorów za rok 2002
Rozdanie nagród 18. edycji konkursu odbyło się 3 marca 2003 roku w Teatrze Wielkim w Warszawie. Galę prowadzili Magda Mołek i Maciej Stuhr.

## Lista laureatów
- Najpopularniejszy polityk – Danuta Huebner
- Najwyżej ceniony dziennikarz, komentator, publicysta – Krzysztof Mroziewicz
- Najpopularniejszy aktor telewizji – Paweł Wilczak
- Piosenkarz lub artysta estrady – Anna Maria Jopek
- Najlepszy prezenter lub spiker telewizyjny – Grażyna Torbicka
- Twórca programu telewizyjnego lub artystycznego – Andrzej Fidyk za cykl Miej oczy szeroko otwarte
- Osobowość telewizyjna – Justyna Pochanke
- Największe odkrycie telewizyjne – Magda Mołek i Justyna Pochanke
- Najpopularniejszy sportowiec – Adam Małysz
- Wiktor publiczności – Adam Małysz
- Superwiktory – Jan Nowak-Jeziorański, Krystyna Loska, Wiesław Gołas i  Wojciech Kilar
- Specjalny Super Wiktor – Garou